# Ekstremt højt og utrolig tæt på
Ekstremt højt og utrolig tæt på er en roman fra 2005 af den amerikanske forfatter Jonathan Safran Foer.
Bogen handler om den 9-årige meget intelligente men også meget sarte Oskar Schell, der har mistet sin far under terrorangrebet den 11. september 2001. Oskar finder en gådefuld nøgle, som han mener kan bidrage til at kaste lys over begivenhederne ved faderens død, og han bevæger sig rundt i New York for at finde steder og mennesker, der kan hjælpe med at binde de mange løse ender sammen. 
Bogen er Jonathan Safran Foers anden bog. Han debuterede i 2003 med romanen Alt bliver oplyst.
Bogen er filmatiseret og kom i de danske biografer 2012.

## Ekstern henvisning
- Anmeldelse Arkiveret 7. juni 2007 hos  Wayback Machine på Litteratursiden.dk

| Bog | Spire Denne artikel om bøger og tidsskrifter er en spire som bør udbygges. Du er velkommen til at hjælpe Wikipedia ved at udvide den. |